# Associazione dei musei d'arte contemporanea italiani
L'Associazione dei musei d'arte contemporanea italiani, in acronimo AMACI, è un'associazione nata nel 2003 per promuovere l'arte contemporanea e per sostenere lo sviluppo delle politiche istituzionali ad essa legate.
Riunisce 26 musei d'arte contemporanea italiani, diversi tra loro per dimensioni, storia, gestione e contesto territoriale di appartenenza. I musei che fanno parte dell'associazione hanno un patrimonio di oltre 100.000 opere e oltre 3.000.000 di visitatori l'anno.
L'associazione ha creato relazioni tra musei e istituzioni per lo scambio di progetti, programmi e conoscenze.
Dal 2005 l'associazione ha promosso l'evento della "Giornata del contemporaneo", sostenuta dalla Direzione generale per il paesaggio, le belle arti, l'architettura e l'arte contemporanea del Ministero per i beni e le attività culturali italiano e sotto l'alto patronato del Presidente della Repubblica Italiana.
La manifestazione si svolge nei musei associati e in altri che scelgono liberamente di aderirvi il primo o il secondo sabato di ottobre; prevede l'ingresso gratuito nei musei partecipanti e mostre, conferenze e laboratori.

## Musei associati
- Torino: Galleria civica d'arte moderna e contemporanea (GAM Torino)[3]
- Rivoli (città metropolitana di Torino) Castello: Museo d'arte contemporanea del castello di Rivoli[4]
- Caraglio (provincia di Cuneo): Centro sperimentale per le arti contemporanee (CeSAC)[5]
- Milano: Museo del Novecento[6]
- Milano: Padiglione d'arte contemporanea  (PAC)[7]
- Bergamo: Galleria d'arte moderna e contemporanea (GAMeC)[8]
- Gallarate (provincia di Varese): Museo arte Gallarate (MAGA)[9]
- Trento e Rovereto (provincia autonoma di Trento): Museo d'arte moderna e contemporanea di Trento e Rovereto (MART)[10]
- Bolzano: Museion (Museo d'arte moderna e contemporanea)[11]
- Merano (provincia autonoma di Bolzano): Merano Arte[12]
- Verona: Galleria d'arte moderna Achille Forti[13]
- Bologna: Museo d'arte moderna (MAMbo)[14]
- Modena: Galleria civica[15]
- Firenze: Museo "Marino Marini"[16]
- Pistoia: Palazzo Fabroni (Arti visive contemporanee)[17]
- Prato: Centro per l'arte contemporanea "Luigi Pecci"[18]
- Pesaro: Centro Arti Visive Pescheria[19]
- Roma: Galleria nazionale d'arte moderna e contemporanea (GNAM)[20]
- Roma: Museo d'arte contemporanea (MACRO)[21]
- Roma: MAXXI - Museo nazionale delle arti del XXI secolo[22]
- Napoli (Soprintendenza speciale per il patrimonio storico, artistico ed etnoantropologico e per il polo museale della città di napoli): Castel Sant'Elmo[23]
- Nuoro: Museo d'arte della provincia di Nuoro (MAN)[24]
- Napoli: Museo d'arte contemporanea Donnaregina (MADRE)[25]
- Venezia: Fondazione Musei Civici di Venezia[26]
- Roma: Istituto nazionale per la grafica[27]
- Matera: MUSMA[28]